# David Ramírez (kostarykański piłkarz)
David Gerardo Ramírez Ruiz (ur. 28 maja 1993 w San José) – kostarykański piłkarz występujący na pozycji napastnika, obecnie zawodnik Deportivo Saprissa.

## Kariera klubowa
Ramírez pochodzi ze stołecznego San José i jest wychowankiem akademii juniorskiej krajowego potentata – klubu Deportivo Saprissa. Początkowo występował w drugoligowej filii o nazwie Saprissa de Corazón. Do treningów pierwszej drużyny zaczął być włączany już w wieku siedemnastu lat przez szkoleniowca Roya Myersa. Pierwszy mecz rozegrał w niej jednak dopiero w lipcu 2013 z Guanacastecą (1:0) w ramach krajowego pucharu. W kostarykańskiej Primera División zadebiutował 18 sierpnia 2013 w zremisowanym 0:0 spotkaniu z UCR. Premierowe gole w lidze strzelił tydzień później w wygranej 2:1 konfrontacji z Limón, dwukrotnie wpisując się na listę strzelców. W tym samym miesiącu wygrał z Saprissą puchar Kostaryki – Copa Banco Nacional. Szybko został jednym z ważniejszych graczy drużyny i w wiosennym sezonie Verano 2014 wywalczył z ekipą prowadzoną przez Rónalda Gonzáleza mistrzostwo Kostaryki. W maju 2014 został wybrany w oficjalnym plebiscycie FPD odkryciem roku ligi kostarykańskiej.
W sierpniu 2014 dotarł z Saprissą do finału pucharu kraju – Copa Popular, natomiast w jesiennym sezonie Invierno 2014 zdobył kolejne mistrzostwo Kostaryki; wówczas także zaczął otrzymywać pierwsze powołania do kadry narodowej. Szybko zaskarbił sobie opinię jednego z większych talentów kostarykańskiego futbolu – występował zarówno jako napastnik, jak i skrzydłowy, imponował walecznością i śmiałością, a trener Roy Myers porównał jego styl gry do Rolando Fonseki. Jednocześnie często przejawiał problemy z dyscypliną – jego trenerzy określali go jako zawodnika śmiałego, impulsywnego i mającego problemy z kontrolowaniem emocji. W sierpniu 2013 został zdyskwalifikowany przez władze ligi na trzy mecze po celebracji gola w meczu z Limón (2:1), kiedy to zaczął obrażać kibiców drużyny przeciwnej; w kwietniu 2014 pokazał obraźliwy gest po golu z Belén (4:0), zaś we wrześniu 2014 został odsunięty od składu na dwa tygodnie ze względu na naganne zachowanie.
W styczniu 2015 Ramírez został wypożyczony do francuskiego Évian Thonon Gaillard FC na sześć miesięcy z opcją kupna. Barwy tego klubu reprezentował już wówczas jego rodak Yeltsin Tejeda. W Ligue 1 zadebiutował 18 stycznia 2015 w przegranym 2:4 meczu z Paris Saint-Germain, lecz w barwach Évian zanotował nieudany pobyt – był niemal wyłącznie rezerwowym i na koniec sezonu 2014/2015 spadł z klubem do drugiej ligi. Bezpośrednio po tym powrócił do Saprissy, gdzie w sezonie Invierno 2015 zdobył swoje drugie mistrzostwo Kostaryki. W lipcu 2016 udał się na wypożyczenie po raz kolejny – tym razem do portugalskiego Moreirense FC. W tamtejszej Primeira Liga zadebiutował 13 sierpnia 2016 w zremisowanym 1:1 pojedynku z FC Paços de Ferreira, a pierwszego gola zdobył 9 stycznia 2017 w wygranym 1:0 spotkaniu z CF Os Belenenses. W sezonie 2016/2017 zdobył z Moreirense pierwsze trofeum w historii klubu – puchar ligi portugalskiej (Taça da Liga). Pozostawał jednak głównie rezerwowym zawodnikiem ekipy.

## Kariera reprezentacyjna
W listopadzie i grudniu 2010 Ramírez w barwach reprezentacji Kostaryki U-20 wziął udział w środkowoamerykańskich eliminacjach do Mistrzostw Ameryki Północnej U-20. Rozegrał wówczas cztery mecze (wszystkie jako rezerwowy) i strzelił gola w meczu z Nikaraguą (4:0). Mimo sukcesu jego drużyny w kwalifikacjach nie znalazł się ostatecznie w ogłoszonym przez Rónalda Gonzáleza składzie na finałowy turniej rozgrywany trzy miesiące później w Gwatemali. W lutym 2013 został powołany przez Jafeta Soto na Mistrzostwa Ameryki Północnej U-20. Uprzednio występował w kwalifikacjach do tego turnieju, zaś na meksykańskich boiskach wystąpił we wszystkich trzech spotkaniach (z czego w dwóch w pierwszym składzie). Zdobył również bramkę w ćwierćfinale z Kubą (1:2), po którym jego kadra odpadła z rozgrywek i nie zakwalifikowała się na Mistrzostwa Świata U-20 w Turcji. Już kilka dni później znalazł się w składzie na Igrzyska Ameryki Środkowej w San José; tam miał pewne miejsce w formacji ofensywnej i wystąpił we wszystkich czterech spotkaniach w wyjściowej jedenastce, strzelając pięć goli w fazie grupowej – dwa z Nikaraguą (2:0) i trzy z Salwadorem (3:0). Kostarykańczycy – pełniący wówczas rolę gospodarzy – zdobyli ostatecznie srebrny medal na męskim turnieju piłkarskim, przegrywając w finale z Hondurasowi (0:1), zaś Ramírez został królem strzelców rozgrywek.
W maju 2015 Ramírez został powołany przez Luisa Fernando Fallasa do olimpijskiej reprezentacji Kostaryki U-23 na towarzyski Turniej w Tulonie. Tam rozegrał wszystkie możliwe cztery spotkania (z czego trzy w wyjściowym składzie) i zdobył trzy gole – dwa w meczu z Holandią (2:3) i jednego z USA (2:1). Jego kadra odpadła z rozgrywek już w fazie grupowej. Pięć miesięcy później znalazł się w składzie na północnoamerykański turniej kwalifikacyjny do Igrzysk Olimpijskich w Rio de Janeiro; również był wówczas podstawowym napastnikiem i wystąpił we wszystkich trzech meczach w pierwszym składzie, lecz Kostarykańczycy zakończyli swój udział w rozgrywkach już na fazie grupowej i nie zdołali awansować na igrzyska.
W sierpniu 2014 Ramírez został powołany przez selekcjonera Paulo Wanchope'a do reprezentacji Kostaryki na turniej Copa Centroamericana. Tam 3 września w wygranym 3:0 meczu fazy grupowej z Nikaraguą zadebiutował w seniorskiej kadrze. Ogółem podczas tego turnieju wystąpił we wszystkich trzech meczach (z czego w dwóch w wyjściowym składzie) i wygrał ze swoim zespołem rozgrywki po finałowym zwycięstwie nad Gwatemalą (2:1). Pierwszego gola w dorosłej reprezentacji strzelił 10 października tego samego roku w wygranym 4:3 sparingu z Omanem. W lipcu 2015 znalazł się w składzie na Złoty Puchar CONCACAF, podczas którego pełnił rolę podstawowego piłkarza kadry (mimo bycia najmłodszym graczem w zespole) i rozegrał w pierwszym składzie wszystkie cztery mecze, zdobywając bramkę w fazie grupowej z Jamajką (2:2), a Kostarykańczycy odpadli z turnieju w ćwierćfinale po porażce w dogrywce z późniejszym triumfatorem – Meksykiem (0:1). Dwa lata później został powołany przez Óscara Ramíreza na kolejny Złoty Puchar CONCACAF. Zagrał tam we wszystkich pięciu spotkaniach (w trzech z nich w wyjściowej jedenastce) i strzelił bramkę w meczu fazy grupowej z Gujaną Francuską (3:0). Jego drużyna zakończyła swój udział w rozgrywkach na półfinale, ulegając późniejszemu zwycięzcy – USA (0:2).